# 秦岭北玄参
秦岭北玄参（学名：Scrophularia buergeriana var. tsinglingensis）为玄参科玄参属下的一个变种。

## 扩展阅读
- 維基物種上的相關：秦岭北玄参